# Selección femenina de waterpolo de Grecia
La selección femenina de waterpolo de Grecia es el equipo femenino de waterpolo que representa a Grecia en los campeonatos de selecciones femeninas.
El equipo obtuvo la medalla de plata en los Juegos Olímpicos de 2004 como anfitriones. En el Campeonato Mundial alcanzó el primer puesto en 2001, el cuarto puesto en 2009, y el quinto puesto en 1998 y 2005
En la Liga Mundial, Grecia consiguió el primer puesto en 2005 y el tercer puesto en 2007, 2010 y 2012.
En el Campeonato Europeo finalizó en segundo puesto en 2010, 2012, 2018 y 2022, y en cuarto puesto en 1995 y 2001.
Por otra parte, Grecia obtuvo la medalla de bronce en los Juegos Mediterráneos de 2018.